# Hejnał Polkowic
Hejnał Polkowic – sygnał muzyczny rozbrzmiewający codziennie o godz. 12.00 z wieży Ratusza w Polkowicach.
Autorem Hejnału Polkowic jest Jan Kanty Pawluśkiewicz – polski kompozytor. Hejnał trwa 1 minutę i 24 sekundy.
Kompozytor opisując Hejnał Polkowic, powiedział:
"Jest w nim analogia do hejnału Krakowa. Tamten przerywa strzała, a ten wstrząsy górnicze, bo one są specyfiką tego terenu i mają wpływ na życie mieszkańców. Powiedziano mi, że musi być to "yyy", jako odgłos podziemnych wstrząsów, bo inaczej mogę sobie pisać różne hejnały, ale żaden nie będzie pasować do Polkowic. Poszukiwałem tego efektu, między innymi na angielskich i francuskich płytach. No i udało się." (cyt. za: "Słowo Polskie - Gazeta Wrocławska" z dnia 18.06.2007 r.)
"Pisząc go, zastanawiając się, jaki ma być, dowiedziałem się wiele o mieście. Na przykład, że ma ono wyraźnie odczuwalny odgłos tajnych dźwięków, które się wydobywają spod ziemi. Odczuwają to wszyscy mieszkańcy. Najtrudniejszym było wydobyć ten dźwięk. Korzystałem z różnych materiałów, słuchałem, oglądałem filmy o trzęsieniach ziemi, z różnymi efektami katastroficznymi. Aż wreszcie znalazłem odpowiedni huk i umieściłem go w środkowej części utworu. Starałem się także wydobyć efekt drżących szklanek, o którym opowiadają wszyscy mieszkańcy." (cyt. za: "Gazeta Lubuska" z dnia 20.06.2007 r.)
Hejnał został przyjęty przez Radę Miejską Polkowic podczas uroczystej sesji, która miała miejsce 15 czerwca 2007 roku. Tego samego dnia na polkowickim Rynku – przy udziale Jana Kantego Pawluśkiewicza, władz miejskich, mieszkańców miasta i zaproszonych gości – odbyła się pierwsza publiczna prezentacja Hejnału. Wydarzenie to upamiętniła tablica wmurowana w miejski bruk nieopodal zachodniej ściany Ratusza.
Jan Kanty Pawluśkiewicz opisał historię powstania Hejnału Polkowic w wywiadzie udzielonym "Gazecie Polkowickiej" (numer 13/252 z dnia 21.06.2007 roku):
"Pomysł skomponowania hejnału dla Polkowic pojawił się ładnych parę lat temu, dokładnie nie pamiętam, ile. Propozycja padła z ust dyrektora Andrzeja Wierdaka [Dyrektora Polkowickiego Centrum Animacji], który zwrócił uwagę na to, że hejnał, który będzie charakteryzował to miasto musi mieć w sobie pewien charakterystyczny element. Chodziło mianowicie o dźwięk oddający zaskoczenie mieszkańców spowodowane kolejnymi wstrząsami wynikającymi z prowadzonej pod Polkowicami działalności górniczej. Nie ukrywam, że miałem problem ze znalezieniem dźwięku, który oddawałby ten stan. Przesłuchałem setki ścieżek dźwiękowych, ale znalezienie dźwięku, który odpowiadałby moim potrzebom nie było łatwe. W ogóle praca nad hejnałem Polkowic nie była łatwa. Przyznam szczerze, że było to pierwsze tego typu doświadczenie w moim życiu. Skomponowanie hejnału to jest zupełnie innego rodzaju praca niż tworzenie muzyki filmowej, czy dzieł oratoryjno-kantatowych. Mamy bowiem zawrzeć maksimum muzycznej treści w kilkudziesięciu sekundach. Trzeba więc w kilku dźwiękach zawrzeć esencję tego, o co nam chodzi. W hejnale nie ma dźwięków nieistotnych. Tutaj ważna jest każda sekunda. Starałem się w miarę możliwości jak najwierniej oddać charakter Polkowic. Mam nadzieję, że mi się udało. W każdym razie starałem się na tyle, na ile byłem w stanie."